# (56088) Wuheng
(56088) Wuheng (1999 AZ23) – planetoida z grupy pasa głównego asteroid okrążająca Słońce w ciągu 4,24 lat w średniej odległości 2,62 j.a. Odkryta 14 stycznia 1999 roku.